# Franciszek Opiłowski
Franciszek Opiłowski (ur. 29 stycznia 1940 w Kłudnie) – polski polityk i działacz partyjny, w latach 1994–1998 wicewojewoda skierniewicki.

## Życiorys
Syn Władysława i Zofii. Absolwent Liceum Pedagogicznego im. Andrzeja Frycza Modrzewskiego w Wolborzu. W 1961 został członkiem PZPR, od 1977 należał do jej Komitetu Miejskiego w Skierniewicach. Pełnił też funkcję przewodniczącego zarządu wojewódzkiego Towarzystwa Krzewienia Kultury Świeckiej. W 1969 wybrano go do Gromadzkiej Rady Narodowej w Rawie Mazowieckiej.
Za rządów koalicji SdRP–PSL od 1 kwietnia 1994 do 30 stycznia 1998 sprawował funkcję wicewojewody skierniewickiego (z rekomendacji lewicy). W grudniu 1997 zastępował wojewodę Andrzeja Charzewskiego po jego dymisji. W 2002 bez powodzenia kandydował do rady miejskiej Skierniewic z lokalnego komitetu, działał też w miejskiej radzie seniorów.